# Rhynchostegiella zeyheri
Rhynchostegiella zeyheri là một loài Rêu trong họ Brachytheciaceae. Loài này được (Spreng. ex Müll. Hal.) Broth. miêu tả khoa học đầu tiên năm 1909.